# Cuculidae
Los cucúlidos (Cuculidae) son una familia de aves perteneciente al orden de los Cuculiformes en la que se incluyen los cucos, críalos, koeles, malcohas, garrapateros y correcaminos, entre otras.
Los cucos son, por lo general, aves de tamaño medio y delgados. La mayoría de las especies viven en los árboles, aunque una considerable minoría habita en el suelo. La familia tiene una distribución cosmopolita; la mayoría de las especies son tropicales. Algunas especies son migratorias. Los cucos se alimentan de insectos, larvas de insectos y una variedad de otros animales, así como de frutas. Algunas especies son parásitos de puesta, poniendo sus huevos en los nidos de otras especies y dando lugar a la metáfora huevo de cuco, pero la mayoría de las especies crían a sus propias crías.
Los cucos han desempeñado un papel en la cultura humana durante miles de años, apareciendo en la mitología griega como sagrados para la diosa Hera. En Europa, el cuco se asocia con la primavera y con la cornudez, por ejemplo en la obra de Shakespeare Love's Labour's Lost. En la India, los cucos son sagrados para Kamadeva, el dios del deseo y el anhelo, mientras que en Japón, el cuco simboliza el amor no correspondido.

## Descripción

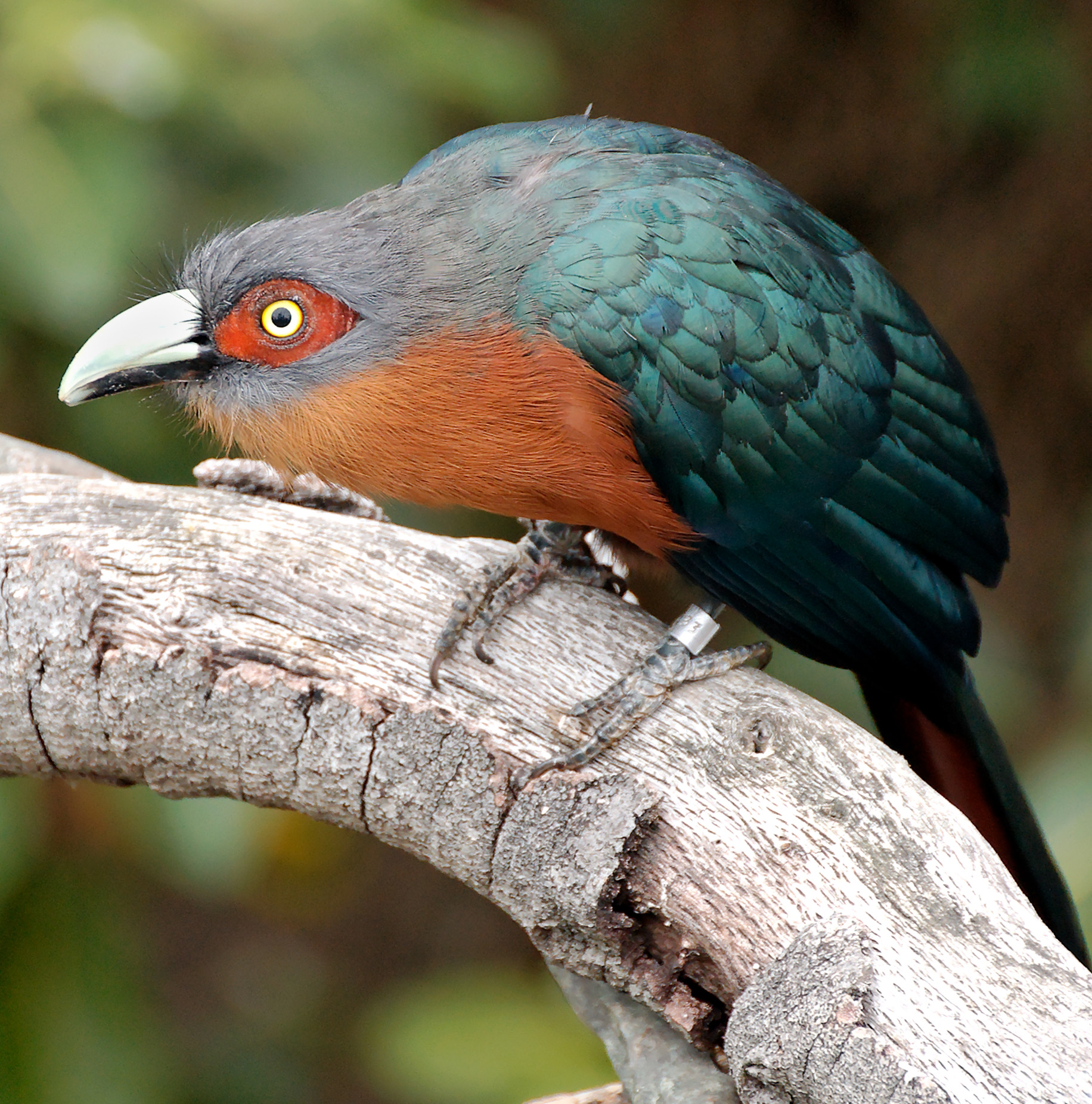
El malkoha pechicastaño es típico de los Phaenicophaeinae por tener la piel brillantemente coloreada alrededor del ojo.

Los cucos son aves de tamaño medio que van desde el cuclillo menudo, con 17 g y 15 cm (6 plg), hasta las aves moderadamente grandes, que oscilan entre los 60-80 cm (23,6-31,5 plg) de longitud, como el cúa gigante de Madagascar, el cuco terrestre de Indochina, el cuco tucán y varios grandes cucos del Indopacífico como el cucal goliat de Halmahera, el cucal faisán, el cucal milo, el cucal menebiki, el cucal violáceo y formas más grandes del cucal faisán. El cuco tucán, con 630 gr y 63 cm es el mayor cuco parásito. Generalmente hay poco dimorfismo sexual en el tamaño, pero cuando existe, puede ser el macho o la hembra el más grande. Uno de los rasgos distintivos más importantes de la familia son los pies, que son zygodáctilos, lo que significa que los dos dedos interiores apuntan hacia delante y los dos exteriores hacia atrás. Existen dos formas corporales básicas, las especies arborícolas (como el cuco común) que son delgadas y tienen tarsos cortos, y las especies terrestres (como los corredores de caminos) que son más pesados y tienen tarsos largos. Casi todas las especies tienen colas largas que se utilizan para dirigir en las especies terrestres y como timón durante el vuelo en las especies arborícolas. La forma de las alas también varía según el estilo de vida, ya que las especies más migratorias como el cuclillo piquinegro poseen alas largas y estrechas capaces de realizar un fuerte vuelo directo, y los cucos más terrestres y sedentarios como los Centropus y los malkohas tienen alas más cortas y redondeadas y un vuelo planeador más trabajado.
La subfamilia Cuculinae son los cucos parásitos del Viejo Mundo. Tienden a ajustarse a la forma clásica, con colas (normalmente) largas, patas cortas, alas largas y estrechas y un estilo de vida arbóreo. La especie más grande, el cuco de pico de canal, también tiene el pico más grande de la familia, parecido al de un cálao. La subfamilia Phaenicophaeinae son los cucos no parasitarios del Viejo Mundo, e incluyen las couas, las malkohas y los cucos de tierra. Son cucos más terrestres, con patas fuertes y a menudo largas y alas cortas y redondeadas. La subfamilia suele tener un plumaje más brillante y la piel desnuda de colores vivos alrededor del ojo. Los Centropus son otra subfamilia terrestre del Viejo Mundo de cucos de cola larga y patas cortas. Son pájaros grandes y pesados, siendo el más grande, el cucal menbeki, del mismo tamaño que el cuco de pico de canal. La subfamilia Coccyzinae también es arbórea y de cola larga, con varias formas insulares de gran tamaño. Los cucos terrestres del Nuevo Mundo son similares a los cucos terrestres asiáticos por ser de patas largas y terrestres, e incluyen al Corredor de caminos de pico largo, que puede alcanzar velocidades de 30 km/h cuando persigue a su presa. La última subfamilia son los atípicos anís, que incluyen al pequeño y torpe anís y al más grande cuco guira. Los anís tienen picos enormes y plumas lisas y brillantes.

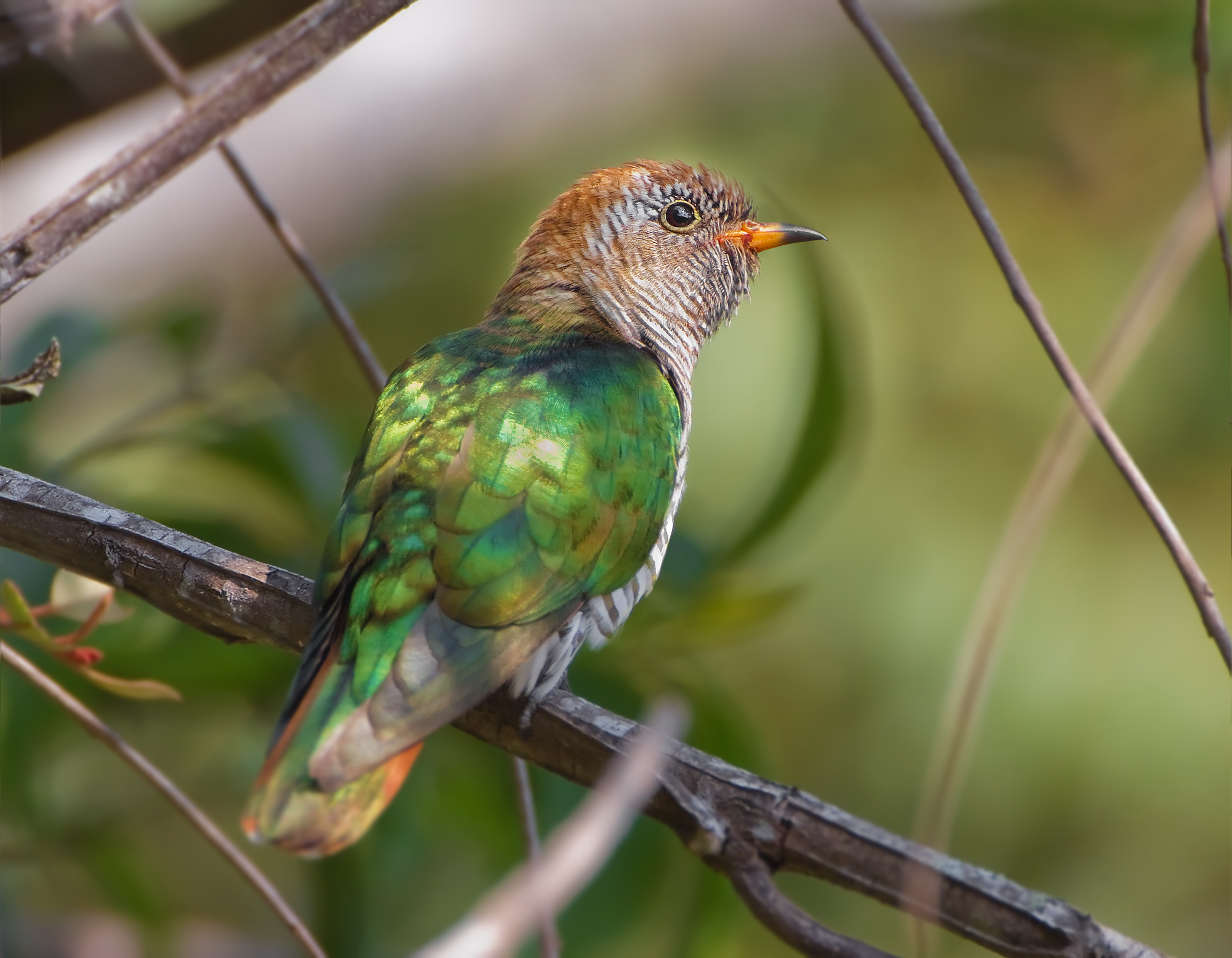
Algunas especies, como el cuclillo esmeralda asiático (Chrysococcyx maculatus) presentan un plumaje iridiscente.

Las plumas de los cucos son generalmente blandas, y a menudo se encharcan con las lluvias fuertes. Los cucos suelen tomar el sol después de la lluvia, y los anís mantienen las alas abiertas a la manera de un buitre o cormorán mientras se secan. Existe una considerable variación en el plumaje exhibido por la familia. Algunas especies, en particular las parásitas de puesta tienen un plumaje críptico, mientras que otras tienen un plumaje brillante y elaborado. Esto es particularmente cierto en el caso de los Chrysococcyx o cucos brillantes, que tienen un plumaje iridiscente. Algunos cucos tienen un parecido con los halcones del género Accipiter con barras en la parte inferior; esto aparentemente alarma a los potenciales anfitriones, permitiendo a la hembra acceder a un nido de anfitrión. Las crías de algunos parásitos de la cría están coloreadas para parecerse a las crías del huésped. Por ejemplo, los koel comunes que se reproducen en India tienen crías negras para parecerse a sus anfitriones cuervos, mientras que en los koel australianos las crías son marrones como los anfitriones mieleros. El dimorfismo sexual en el plumaje es poco frecuente en los cucos, siendo más común en las especies parásitas del Viejo Mundo.
Los géneros de cucos difieren en el número de plumas primarias de las alas como se indica a continuación.
- Coccycua, Coccyzus, Phaenicophaeus, Piaya - 9
- Cuculus - 9 o 10
- Pachycoccyx, Clamator levaillantii, Centropus' - 10
- Microdynamis, Eudynamys, Clamator glandarius' - 11
- Algunos coucal - 12
- Scythrops novaehollandiae - 13

## Historia natural
Los cucúlidos se alimentan básicamente de insectos. La mayoría son arborícolas, pero algunos hacen vida terrestre y por ello tienen las patas más largas.
Muchas especies del Viejo Mundo son nidoparásitas, poniendo sus huevos en los nidos de otras aves. Los ejemplos mejor conocidos son el cuco común europeo (Cuculus canorus) y el críalo (Clamator glandarius). En el caso del cuco común europeo, el pichón que rompe el huevo en el nido de otra especie elimina metódicamente a todos los demás ocupantes.
Los cucos no parásitos por lo general construyen nidos en los árboles a base de hierbas y ramitas donde depositan de dos a seis huevos, generalmente azulados y a veces manchados. Ambos padres incuban y alimentan a los pequeños. Los aníes y los guiras de América tropical son muy gregarios y construyen nidos comunales donde varias hembras realizan la puesta.

## Distribución y hábitat

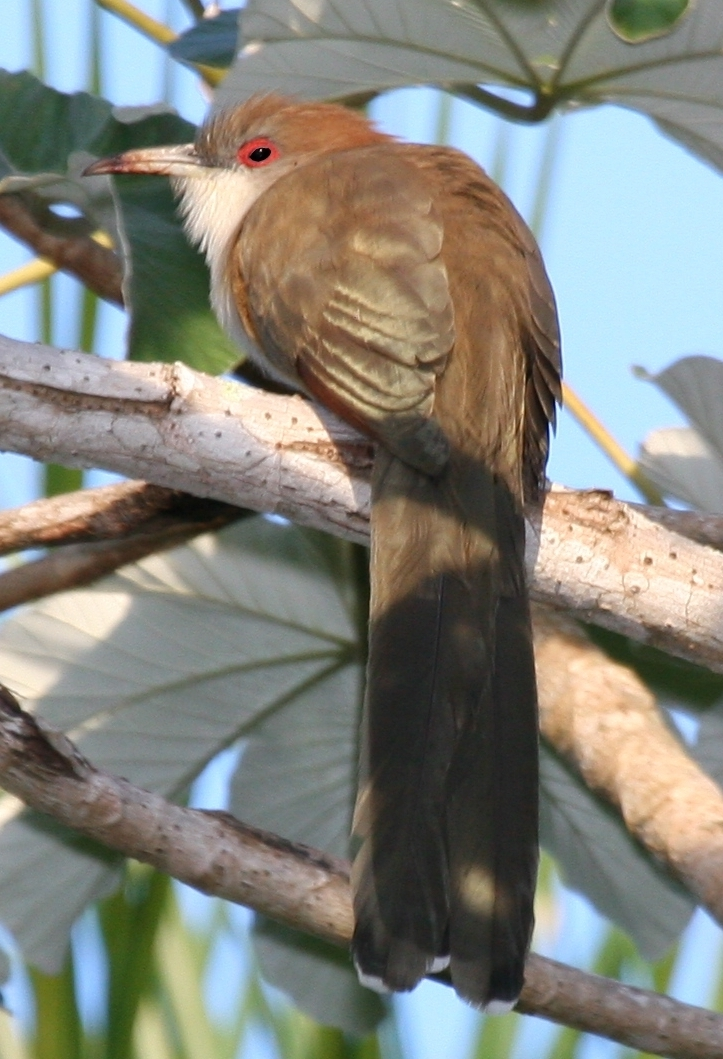
El cuco lagartero cubano es un gran cuco insular del Caribe.

Los cucos tienen una distribución cosmopolita, extendiéndose por todos los continentes del mundo excepto la Antártida. Están ausentes en el suroeste de América del Sur, en el extremo norte y noroeste de América del Norte, y en las zonas más secas de Oriente Medio y África del Norte (aunque aparecen allí como aves de paso migrantes). Por lo general, sólo aparecen como vagabundos en las islas oceánicas del Atlántico y del Océano Índico, pero una especie se reproduce en varias islas del Pacífico y otra es un migrante invernal en gran parte del Pacífico.
Cuculinae es la subfamilia más extendida de los cucos, y se distribuye por Europa, Asia, África, Australia y Oceanía. Entre los cucos Phaenicophaeinae, las malkohas y los cucos terrestres asiáticos están restringidos al sur de Asia, los couas son endémicos de Madagascar y el cuco de pico amarillo está extendido por toda África. Los coucales se distribuyen desde África a través de Asia tropical hasta Australia y las Islas Salomón. Las tres subfamilias restantes tienen una distribución en el Nuevo Mundo, las tres se encuentran tanto en América del Norte y del Sur. La Coccyzinae es la más septentrional de las tres subfamilias, reproduciéndose en Canadá, mientras que los anís llegan hasta Florida y los típicos cucos de tierra al suroeste de Estados Unidos.
Para los cucos, el hábitat adecuado proporciona una fuente de alimento (principalmente insectos y, sobre todo, orugas) y un lugar para criar, mientras que para los parásitos de puesta se necesita un hábitat adecuado para la especie huésped. Los cucos se encuentran en una gran variedad de hábitat. La mayoría de las especies se encuentran en los bosques y selvas, principalmente en las selvas tropicales de hoja perenne. Algunas especies habitan o incluso están restringidas a los bosques de manglares; entre ellas se encuentran el cuclillo menudo de Australia, algunos malkohas, coucales y el bien llamado cuclillo de manglar del Nuevo Mundo. Además de los bosques, algunas especies de cucos ocupan entornos más abiertos; esto puede incluir incluso zonas áridas como los desiertos en el caso del correcaminos grande o el cuco pálido. Las especies migratorias templadas, como el cuco común, habitan en una amplia gama de hábitats para aprovechar al máximo los potenciales huéspedes de cría, desde los cañaverales (donde parasitan a carriceros) hasta los páramos sin árboles (donde parasitan a bisbitas pratenses).

### Migración

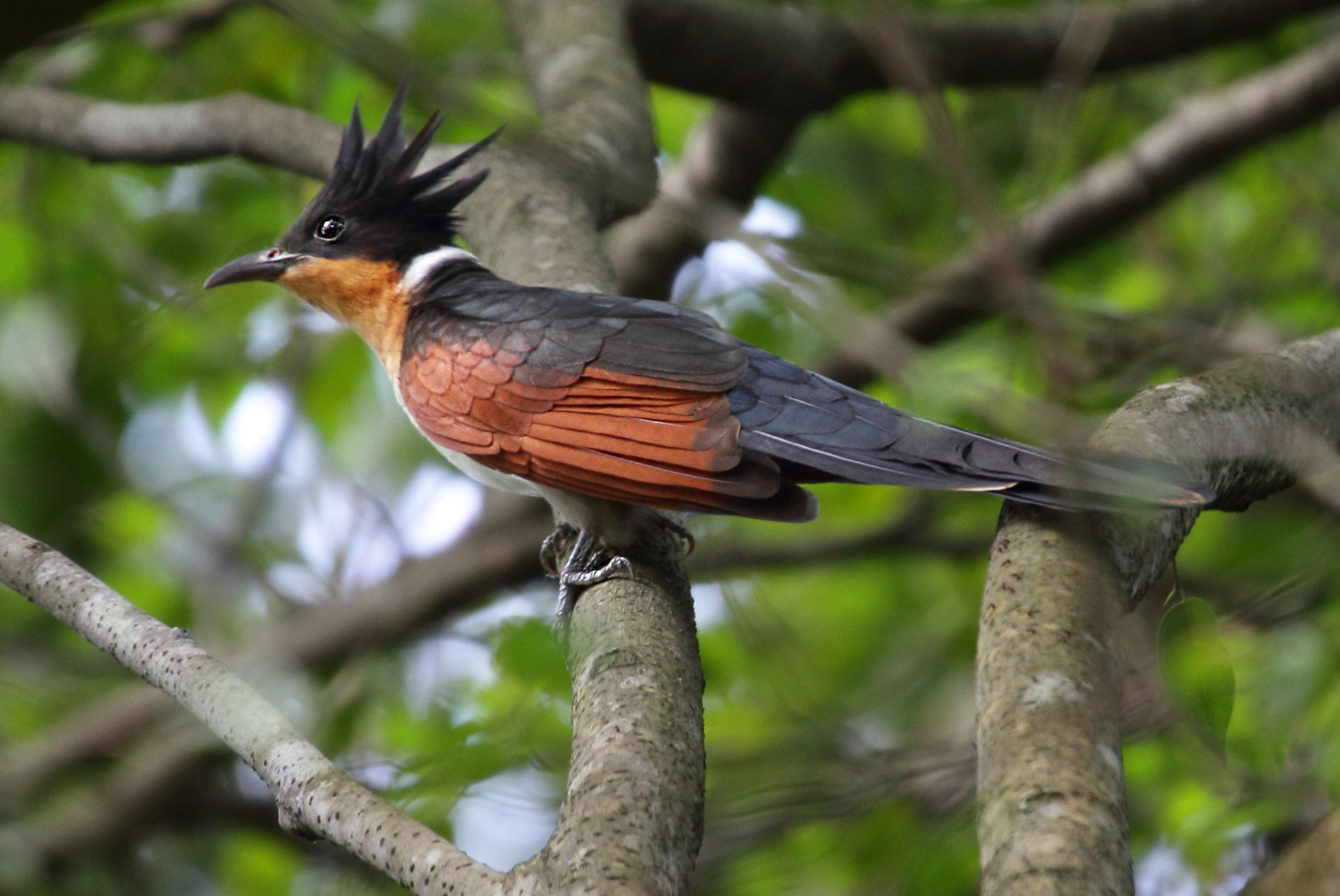
Críalo oriental en Singapur.

La mayoría de las especies de cucos son sedentarias, pero algunas emprenden migraciones regulares estacionales y otras emprenden migraciones parciales en parte de su área de distribución.
Las especies que se reproducen en latitudes más altas migran a climas más cálidos durante el invierno debido a la disponibilidad de alimento. El koel colilargo, que se reproduce en Nueva Zelanda, vuela a sus zonas de invernada en Polinesia, Micronesia y Melanesia, una hazaña descrita como "quizá la migración sobre el agua más notable de cualquier ave terrestre." El cuco de pico amarillo y el cuclillo piquinegro se reproducen en América del Norte y vuelan a través del Mar Caribe, un vuelo sin escalas de 4000 km. Otros vuelos migratorios largos son el cuco menor, que vuela de África a India, y el cuco común de Europa, que vuela sin parar sobre el Mar Mediterráneo y el Desierto del Sáhara en el viaje entre Europa y África central.
Dentro de África, diez especies realizan migraciones regulares intracontinentales que se describen como polarizadas; es decir, pasan la temporada no reproductiva en el centro tropical del continente y se desplazan al norte y al sur para reproducirse en la sabana y los desiertos más áridos y abiertos. Esta es la misma situación que se da en el Neotrópico, donde ninguna especie tiene este patrón migratorio, o en Asia tropical, donde una sola especie lo tiene. El 83 % de las especies australianas son migrantes parciales dentro de Australia o viajan a Nueva Guinea e Indonesia después de la temporada de cría.
En algunas especies la migración es diurna, como en el cuco tucán, o nocturna, como en el cuclillo piquigualdo.

## Clasificación
La familia Cuculidae incluye los siguientes géneros:
- Subfamilia Crotophaginae - garrapateros y pirinchos
  - Género Guira
  - Género Crotophaga
- Subfamilia Neomorphinae - correcaminos, cucos-hormigueros y afines
  - Género Tapera - cuclillo crespín
  - Género Dromococcyx - cuclillos faisán y pavonino
  - Género Morococcyx - cuclillo bobo
  - Género Geococcyx - correcaminos
  - Género Neomorphus - cucos hormigueros
- Subfamilia Couinae
  - Género Carpococcyx
  - Género Coua
- Subfamilia Centropodinae - cucales
  - Género Centropus
- Subfamilia Cuculinae - cucos parásitos
  - Género Rhinortha
  - Género Ceuthmochares
  - Género Taccocua
  - Género Zanclostomus
  - Género Rhamphococcyx
  - Género Phaenicophaeus
  - Género Dasylophus
  - Género Clamator - críalos
  - Género Coccycua
  - Género Piaya
  - Género Coccyzus
  - Género Pachycoccyx - críalo piquigrueso
  - Género Microdynamis - koel enano
  - Género Eudynamys - koeles común y rabilargo
  - Género Urodynamis
  - Género Scythrops - cuco tucán
  - Género Chrysococcyx - cuclillos africanos
  - Género Cacomantis
  - Género Cercococcyx - cucos de cola larga
  - Género Surniculus - cuclillos drongo
  - Género Hierococcyx
  - Género Cuculus - cucos típicos
- Incertae sedis
  - Género Nannococcyx